# Monstru (film din 2003)
Monstru (titlu originar în engleză Monster) este un film american din 2003, cu tematică dramatică, polițistă și biografică, scris și regizat de Patty Jenkins, marcând debutul său în regie. Pelicula spune povestea lui Aileen Wuornos, o prostituată stradală devenită criminală în serie, care a ucis șapte bărbați între 1989 și 1990 și a fost executată în Florida în 2002. În rolurile principale se regăsesc Charlize Theron, interpretând-o pe Wuornos, și Christina Ricci, în rolul iubitei sale semi-fictive, Selby Wall, inspirată de partenera reală a lui Wuornos, Tyria Moore.
Monstrul a avut premiera mondială pe 16 noiembrie 2003, în cadrul AFI Fest. Pe 8 februarie 2004, a fost prezentat la cea de-a 54-a ediție a Festivalului Internațional de Film de la Berlin, unde a concurat pentru Ursul de Aur, iar Charlize Theron a fost distinsă cu Ursul de Argint pentru cea mai bună actriță. Filmul a fost lansat în cinematografele din Statele Unite pe 24 decembrie 2003, de către Newmarket Films. Monstrul a fost bine primit de critici și a obținut un succes considerabil la box office, încasând 64,2 milioane de dolari, în condițiile unui buget de doar 1,5 milioane.
Filmul a fost distins cu numeroase premii și nominalizări, remarcându-se în special prin interpretarea lui Charlize Theron. Aceasta a fost recompensată cu Premiul Oscar pentru cea mai bună actriță, Globul de Aur pentru cea mai bună actriță (dramă), Premiul SAG pentru cea mai bună actriță în rol principal, Premiul Critics' Choice Movie și Premiul Independent Spirit pentru cea mai bună actriță. De asemenea, regizoarea Patty Jenkins a fost recompensată cu Premiul Independent Spirit pentru cel mai bun debut regizoral. Jocul actoricesc al lui Theron a continuat să fie elogiat de critici, celebrul critic Roger Ebert descriindu-l drept „una dintre cele mai mari performanțe din istoria cinematografiei”. Filmul a fost inclus de Institutul American de Film în topul celor mai bune zece producții ale anului 2003.

## Rezumat
În 1989, după ce se mută din Michigan în Daytona Beach, Florida, și se află într-un moment de profundă disperare, gata să-și ia viața, prostituata stradală Aileen „Lee” Wuornos o întâlnește pe Selby Wall într-un bar destinat comunității gay. Deși inițial se arată ostilă și afirmă că nu este lesbiană, Aileen începe să converseze cu Selby în timp ce bea o bere. Selby o cucerește rapid pe Aileen și o invită să petreacă noaptea împreună. Cele două se întorc apoi la casa unde locuiește temporar Selby, după ce fusese trimisă departe de părinții ei religioși, în urma unei acuzații că ar fi încercat să sărute o altă fată. Mai târziu, ele se întâlnesc la un patinoar, unde se sărută pentru prima dată. Aileen și Selby se îndrăgostesc și decid să se revadă în seara următoare.
A doua zi, Aileen reia prostituția pentru a face rost de bani și a o scoate pe Selby la întâlnire. Spre finalul zilei, este abordată de un client, Vincent Corey, care o duce cu mașina într-o zonă împădurită. Comportamentul lui devine tot mai ciudat și ostil, exprimându-și disprețul față de prostituate, ceea ce o face pe Aileen să se simtă tot mai inconfortabilă. Cearta care urmează escaladează, iar Vincent o atacă și o lasă inconștientă. Între timp, Selby o așteaptă, dar pleacă dezamăgită când Aileen nu mai apare.
Aileen își revine și descoperă că este legată de volan, în timp ce Vincent o violează și o agresează brutal. Reușește să-și elibereze mâinile și, din poșetă, scoate un pistol cu care îl împușcă mortal. După ce scapă de cadavru, îi fură mașina și ia decizia de a renunța definitiv la prostituție. În acea noapte, merge la Selby și o imploră să fugă împreună. Selby acceptă, emoționată de declarația de dragoste a lui Aileen și de promisiunea că va fi susținută. Cele două închiriază o cameră la un motel, hotărâte să-și construiască o viață împreună.
Aileen încearcă să își găsească un loc de muncă legal, dar este respinsă constant din cauza lipsei de educație și de experiență profesională. Disperată să le întrețină pe amândouă, revine la prostituție. Însă, de data aceasta, își ucide clienții, furându-le banii și mașinile — fiecare crimă fiind mai violentă decât cea anterioară. Convinsă că toți sunt abuzatori și potențiali violatori, vede în fiecare o amenințare. Totuși, cruță viața unui bărbat care recunoaște sincer că nu a avut niciodată relații cu o prostituată.
Într-una dintre escapade, Selby, aflată la volanul unei mașini furate, pierde controlul și intră în curtea unei case. Proprietarii amenință că vor suna la poliție, dar Aileen reușește să se descotorosească rapid de vehicul și să o scoată pe Selby din încurcătură.
Selby o confruntă pe Aileen în legătură cu mașina avariată, iar Aileen îi mărturisește crimele, justificându-și faptele prin dorința de a se apăra. Pe măsură ce resursele financiare se epuizează, Aileen caută un nou client și este luată de un bărbat care, spre deosebire de ceilalți, îi oferă cu sinceritate ajutor și un loc unde să stea. Deși ezită, Aileen îl ucide și pe acesta.
Între timp, Selby vede la știri portrete robot cu ele două și decide să se întoarcă în Ohio cu un autobuz charter. Aileen este abordată într-un bar frecventat de motocicliști de doi bărbați care, fără ca ea să știe, sunt polițiști sub acoperire. Thomas — un cunoscut pe care Aileen îl considera singurul său prieten — își dă seama de adevărul din spatele acțiunii și se oferă să o avertizeze, dar Aileen refuză, pierzându-și încrederea că poate proteja pe cineva apropiat. În cele din urmă, cei doi ofițeri o conving să iasă din bar, iar Aileen este arestată.
Aflată în închisoare, Aileen vorbește cu Selby pentru ultima oară la telefon. Selby, fără să-și dea seama, dezvăluie informații compromițătoare, iar Aileen realizează că apelul este ascultat de autorități. Pentru a o proteja, își asumă întreaga vină, susținând că a acționat singură. La proces, Selby depune mărturie împotriva lui Aileen — cu acordul acesteia, oferit din dragoste și dorința de a o feri de consecințe. Aileen este găsită vinovată de crimă și condamnată la moarte. Pe 9 octombrie 2002, este executată prin injecție letală.

## Distribuție
- Charlize Theron - Aileen "Lee" Wuornos
- Christina Ricci - Selby Wall
- Bruce Dern - Thomas
- Lee Tergesen - Vincent Corey
- Annie Corley - Donna
- Pruitt Taylor Vince - Gene
- Marco St. John - Evan
- Marc Macaulay - Will
- Scott Wilson - Horton

## Receptare critică
Pe site-ul de agregare a recenziilor Rotten Tomatoes, Monstru are un scor de 82%, bazat pe 191 de recenzii, cu o notă medie de 7,2 din 10. Consensul criticilor afirmă: „Charlize Theron oferă o interpretare remarcabilă și lipsită de orice urmă de glamour în rolul criminalei în serie Aileen Wuornos, într-un portret intens și tulburător al unui suflet profund rănit.” Pe Metacritic, filmul a obținut un scor de 74 din 100, pe baza a 40 de recenzii, ceea ce indică „aprecieri în general favorabile”.
Monstru a fost, în general, bine primit de critici, care au lăudat în mod deosebit interpretarea impresionantă a lui Charlize Theron în rolul unei femei cu tulburări psihice grave — Aileen Wuornos, diagnosticată cu tulburare de personalitate antisocială și borderline. Pentru a intra în pielea personajului, Theron a suferit o transformare fizică notabilă: a luat în greutate aproximativ 14 kilograme, și-a ras sprâncenele și a purtat proteze dentare. Criticii au descris această metamorfoză drept o „transformare” remarcabilă atât din punct de vedere actoricesc, cât și vizual. Celebrul critic Roger Ebert a numit Monster „cel mai bun film al anului”, acordându-i patru stele din patru și apreciind prestația lui Theron drept „una dintre cele mai mari performanțe din istoria cinematografiei”.
În 2009, Roger Ebert a clasat Monstru pe locul al treilea în topul său al celor mai bune filme ale deceniului. Interpretarea Christinei Ricci a primit, la rândul ei, aprecieri, deși nu a fost lipsită de controverse. În recenzia sa, Ebert a susținut că Ricci a reușit o performanță subtilă și inteligentă: „Christina Ricci găsește tonul perfect pentru personajul Selby Wall — atât de bine încât unii critici au confundat-o cu o interpretare slabă, când, de fapt, este un joc actoricesc remarcabil în portretizarea unei persoane naive. O joacă pe Selby ca fiind neștiutoare, puțin prostuță, copleșită de evenimente, reacționând instinctiv și imitând comportamente inspirate din filme proaste, cântece vechi și povești de dragoste din baruri.”
În 2025, Monstru a fost inclus de public în ediția „Alegerea cititorilor” a listei The New York Times cu cele mai bune 100 de filme ale secolului XXI, clasându-se pe locul 195.
Cu toate acestea, mai multe persoane care au cunoscut-o pe Aileen Wuornos au criticat filmul, reproșându-i faptul că o portretizează pe aceasta drept o victimă, în timp ce îi înfățișează pe bărbații uciși ca pe niște ticăloși.